# Вуковар: Одна історія
«Вуковар: Одна історія» — копродуційна стрічка, яка була висунута Сербією та Хорватією на здобуття премії «Оскар» у категорії «Найкращий фільм іноземною мовою», але не потрапила в остаточний список.

## Сюжет
Хорватка Анна та серб Тома дружили з дитинства. Вони закохалися, а вже дорослими вирішили побратися. Весільна церемонія відбувалась напередодні війни. Проїжджаючи на машині всі бачили три групи демонстрантів: хорватів, сербів і югославів. Спочатку конфлікт не сприймався серйозно. Але він наростав. Невдовзі Тома йде на фронт. Під час битви за Вуковар вагітна Ана з батьками змушена була покинути будинок. У місті йде запекла битва: будинки руйнують, людей вбивають. Хто вижив залишились без їжі та даху над головою, бо місто стало суцільною руїною. Переживаючи страхи та знущання, Ана народжує живу дитину.

## У ролях
| Актор             | Роль   |
| ----------------- | ------ |
| Миряна Йокович    | Ана    |
| Борис Ісакович    | Тома   |
| Світлана Бойкович | Вилма  |
| Предраг Ейдус     | Стєпан |
| Михаіло Янкетич   | Душан  |
| Небойша Глоговац  | Фадил  |
| Міра Баняц        | Мілка  |
| Олівера Маркович  | Црна   |
| Душан Яничиєвич   | Йован  |

## Створення фільму

### Виробництво
Зйомки фільму проходили в Вуковарі, Хорватія.

### Знімальна група
- Кінорежисер — 	Боро Драшкович
- Сценаристи — Боро Драшкович, Мая Драшкович
- Кінопродюсер — Данка Муздека Мандзука
- Композитор — Саня Ілич
- Кінооператор — Александар Петрович
- Кіномонтаж — Снєжана Іванович
- Художник-постановник — Миодраг Мирич
- Художник з костюмів — Миряна Остоїч[3].

## Сприйняття

### Критика
Рейтинг фільму на сайті Internet Movie Database становить 7,0/10 на основі 584 голосів.

### Номінації та нагороди
| Нагороди та номінації фільму «Вуковар: Одна історія» | Нагороди та номінації фільму «Вуковар: Одна історія» | Нагороди та номінації фільму «Вуковар: Одна історія» | Нагороди та номінації фільму «Вуковар: Одна історія» | Нагороди та номінації фільму «Вуковар: Одна історія» | Нагороди та номінації фільму «Вуковар: Одна історія» |
| Рік                                                  | Кінофестиваль/кінопремія                             | Категорія/нагорода                                   | Номінант                                             | Результат                                            |                                                      |
| ---------------------------------------------------- | ---------------------------------------------------- | ---------------------------------------------------- | ---------------------------------------------------- | ---------------------------------------------------- | ---------------------------------------------------- |
| 1995                                                 | Єрусалимський міжнародний кінофестиваль              | Прагнення до миру та толерантності                   | Боро Драшкович, Данка Муздека Мандзука, Стівен Норт  | Перемога                                             |                                                      |
| 1995                                                 | Кінофестиваль у Карлових Варах                       | «Кришталевий глобус»                                 | Боро Драшкович                                       | Номінація                                            |                                                      |
| 1995                                                 | Московський міжнародний кінофестиваль                | Нагорода глядачів                                    | Данка Муздека Мандзука, Стівен Норт                  | Перемога                                             |                                                      |
| 1995                                                 | Кінофестиваль у Ньюпорт-Біч                          | Найкращий художній фільм                             | Данка Муздека Мандзука, Стівен Норт                  | Перемога                                             |                                                      |
| 1995                                                 | Міжнародний кінофестиваль у Санта-Барбарі            | Найкращий художній фільм                             | Стівен Норт                                          | Перемога                                             |                                                      |
| 1995                                                 | Міжнародний кінофестиваль у Сент-Луїсі               | Найкращий художній фільм                             | Боро Драшкович                                       | Перемога                                             |                                                      |
| 1995                                                 | Міжнародний кінофестиваль у Сан-Паулу                | Найкращий художній фільм                             | Данка Муздека Мандзука, Стівен Норт                  | Номінація                                            |                                                      |
| 1996                                                 | Міжнародний кінофестиваль у Тромсе                   | Import Award                                         | Боро Драшкович                                       | Перемога                                             |                                                      |